# Ora
Ora (Auer) é uma comuna italiana da região do Trentino-Alto Ádige, província de Bolzano, com cerca de 3.025 habitantes. Estende-se por uma área de 11 km², tendo uma densidade populacional de 275 hab/km². Faz fronteira com Aldino, Bronzolo, Montagna, Termeno sulla Strada del Vino, Vadena.

## Demografia
| Variação demográfica do município entre 1861 e 2011                               |
|                                                                                   |
| Fonte: Istituto Nazionale di Statistica (ISTAT) - Elaboração gráfica da Wikipedia |

## Línguas
Esta é a distribuição das línguas oficiais sudtiroleses:`
- Alemão: 69,9%
- Italiano: 29,8%
- Ladino: 0,3%